# C-Films
Die C-FILMS AG ist eine Schweizer Filmproduktionsfirma.

## Geschichte
C-Films spaltete sich 1999 von Condor Films ab, die ihre Spielfilmtätigkeit erst 2002 wieder aufnahm, während C-Films sich ausschliesslich auf Produktionen mit fiktionalen Inhalten konzentriert. Das Unternehmen betrieb in Glattfelden die grössten Filmstudios der Schweiz, die Filmstudios Glattfelden. Auf knapp 4'000 m² waren dort während acht Jahren die Kulissen der Fernseh-Soap Lüthi und Blanc aufgestellt, die während der Drehpausen besichtigt werden konnten.
Die C-Films AG mit Sitz in Zürich ist national und international in der Entwicklung und Realisierung von Kino-, Fernseh-, Dokumentarfilmen sowie Serien tätig. In Berlin ist sie mit ihrer deutschen Tochterfirma Cetera-Films GmbH vertreten.
Die Geschäftsleitung bilden die Produzenten und Inhaber Peter Reichenbach und Anne Walser sowie der Geschäftsführer Roland Stebler.
Die Filme der C-Films AG gewannen zahlreiche Auszeichnungen und Preise im In- und Ausland, u. a. den Schweizer Filmpreis für den „Besten Spielfilm“ („Azzurro“, „Mein Name ist Eugen“,„Der Goalie bin ig“) und „Besten Darsteller“ („Big Deal“, „Füür oder Flamme“, „Der Verdingbub“, „Der Goalie bin ig“), zahlreiche Publikumspreise und Auszeichnungen an internationalen Festivals (u. a. „Goldener Leopard“ 2000, Bester Darsteller im Film „Azzurro“, Paolo Villaggio), der Deutsche Filmpreis für die Koproduktion „Das wahre Leben“, Auszeichnungen in diversen Kategorien des Deutschen Fernsehpreises („Das Mädchen aus der Fremde“, „Die Manns – Ein Jahrhundertroman“, „In the Name of God“) sowie den International Emmy Award für die Koproduktionen „In the Name of God“ und „Die Manns – Ein Jahrhundertroman“. Mit Ewige Jugend (Youth) von Regisseur Paolo Sorrentino hat C-Films einen Film koproduziert, welcher international mit mehreren Preisen ausgezeichnet wurde.
Die Produktionen „Mein Name ist Eugen“, „Grounding – die letzten Tage der Swissair“, „Der Verdingbub“, „Nachtzug nach Lissabon“, und „Der Goalie bin ig“, "Zwingli" und "Platzspitzbaby" zählen ausserdem zu den grössten Box-Office-Erfolgen der neuen Schweizer Filmgeschichte.

## Filmografie (Auswahl)
- 1999–2007: Lüthi und Blanc: Fernseh-Soap mit 288 Folgen, im Auftrag vom SF, wöchentliche Ausstrahlung
- 2000: Anna Wunder – Kinospielfilm von Ulla Wagner
- 2001: Die Manns – Ein Jahrhundertroman – Fernsehdreiteiler in Koproduktion mit WDR, BR, ARTE, ORF und SF
  - International Emmy Award 2002 für beste TV Movie/Mini-Serie
  - Golden Gate Award 2002 für bestes TV Drama/Mini-Serie
  - Adolf-Grimme-Preis 2002 mit Gold
  - Bayerischer Fernsehpreis 2002 in acht Kategorien
  - Deutscher Fernsehpreis 2002 für das „Fernsehereignis des Jahres“
- 2003: In the Name of God – Fernsehdokumentarfilm
  - Jerusalem Filmfestival 2003 – Jury Award
  - 44. Fernsehfestival von Monte Carlo: Goldene Nymphe in der Kategorie „Dokumentarfilme“
  - Emmy Award 2004 (25th Annual News and Documentary Emmy Awards) für beste Regie eines Dokumentarfilmes[2]
  - Nomination als beste Reportage beim Deutschen Fernsehpreis 2004
- 2004: Flamingo – zwölfteilige Frauen-Fernsehserie im Auftrag vom SF
- 2005: Matchmaker – Auf der Suche nach dem koscheren Mann – Kino-Dokumentarfilm über das jüdische Leben in der Schweiz (Regie: Gabrielle Antosiewicz)
- 2005: Mein Name ist Eugen – Verfilmung des Jugendbuches von Klaus Schädelin. Koproduktion mit der Kontraproduktion
- 2006: Havarie – Fernsehfilm, SF
- 2006: Kleine Fische – Fernsehfilm, SF
- 2006: Grounding – Die letzten Tage der Swissair
- 2007: Liebe und Wahn – Fernsehfilm, SF 1
- 2008: Jimmie – Fernsehfilm, SF 1, Produzent: Peter Reichenbach
- 2008: Tag und Nacht – Schweizer Arztserie
- 2008: Das Geheimnis von Murk – Fernsehfilm von Sabine Boss, Produzent: Peter Reichenbach
- 2008: Marcello, Marcello – Der Sommer der ersten Liebe (Marcello, Marcello) – Kino-Spielfilm von Denis Rabaglia, Produzentin: Anne Walser
- 2010: 180° – Wenn deine Welt plötzlich Kopf steht – Kino-Spielfilm von Cihan Inan, Produzentin: Anne Walser
- 2011: Der Verdingbub – Kinospielfilm von Markus Imboden, Produzent: Peter Reichenbach
- 2013: Recycling Lily – Kinospielfilm von Pierre Monnard, Produzent: Peter Reichenbach
- 2013: Nachtzug nach Lissabon: ein Spielfilm von Bille August, Koproduzent: Peter Reichenbach
- 2014: Akte Grüninger – Kinospielfilm von Alain Gsponer, Produzentin: Anne Walser
- 2014: Der Goalie bin ig – Kinospielfilm von Sabine Boss, Produzent: Michael Steiger
- 2014: Der Koch – Kinospielfilm von Ralf Huettner, Koproduzentin: Anne Walser
- 2015: Ewige Jugend (Youth), Kinospielfilm von Paolo Sorrentino, Koproduzentin: Anne Walser
- 2015: Schellen-Ursli: Kinospielfilm von Xavier Koller, Produzenten: Peter Reichenbach (C-Films), Ditti Bürgin-Brook (La Siala Entertainment)
- 2015–2018: The Team: Multinationale Fernsehserie AT-BE-CH-DE-DK, Koproduzent: Peter Reichenbach
- 2019: Zwingli: Kinospielfilm von Stefan Haupt, Produzenten: Anne Walser (C-Films), Mario Krebs (Eikon Film Südwest)
- 2020: Platzspitzbaby – Kinospielfilm von Pierre Monnard, Produzent: Peter Reichenbach
- 2017–2022: Wilder: TV-Serie über 4 Staffeln. Produzenten: Peter Reichenbach (C-Films), Beat Lenherr (Panimage GmbH)
- 2022: Riesending – Jede Stunde zählt (Fernsehfilm)